# Аппий Клавдий Красс Инрегиллен Сабин (децемвир)
Аппий Клавдий Красс Инрегиллен Сабин (лат. Appius Claudius Crassus Inregillensis Sabinus; умер в 449 до н. э.) — римский политический деятель, консул 451 года до н. э., глава коллегии децемвиров.

## Биография
Аппий принадлежал к могущественному патрицианскому роду Клавдиев. Капитолийские фасты отождествляют его с консулом 471 года до н. э., но Ливий и Дионисий называют децемвира Аппия племянником Гая Клавдия, консула 460 года до н. э.; таким образом, Аппий должен считаться сыном консула 471 года и внуком основателя рода.
Аппий Клавдий был выбран консулом на 451 год до н. э. вместе с Титом Генуцием Авгурином. Именно он ещё до своего вступления в должность выдвинул предложение о выборе десяти законодателей, которые бы получили консульскую власть. Эти выборы прошли во время консульства Клавдия и Генуция; оба консула получили членство в коллегии децемвиров и отказались от своих прежних полномочий.
Аппий Клавдий был самым молодым из десяти децемвиров. Тем не менее он считался неформальным главой коллегии; Клавдий смог создать себе репутацию защитника интересов плебса и стать «любимцем народа».
Первая коллегия децемвиров разработала законы, опубликованные на десяти таблицах, и добилась их утверждения. Аппий Клавдий возглавил выборы децемвиров на следующий год (450 год до н. э.) и добился своего переизбрания, кознями отстранив от власти ряд видных кандидатов. Он поставил под свой полный контроль вторую коллегию и все государственные дела; право апелляции было отменено, положение плебеев серьёзно ухудшилось. Когда срок полномочий децемвиров истёк, они не стали отказываться от власти (449 год до н. э.).
Убийство бывшего народного трибуна Луция Сикция Дентата и гибель Виргинии, которую Клавдий хотел сделать своей наложницей, спровоцировали открытое восстание плебеев. Последние ушли на Священную гору и там примирились с патрициями на условии возврата к прежнему государственному строю. При этом плебеи первоначально требовали выдачи им децемвиров, планируя сжечь их заживо. В соответствии с постановлением сената все децемвиры сложили свои полномочия. Аппия Клавдия заключили в тюрьму; там он, по разным источникам, или повесился, или был убит по приказу народных трибунов.
Антиковед Фридрих Мюнцер констатирует, что при относительном богатстве на детали рассказывающей об Аппии традиции достоверно известен только сам факт консулата. Всё остальное могло быть вымыслом анналистов.

## Потомки
Сыновьями Аппия были Аппий Клавдий, военный трибун 424 года до н. э. и Публий Клавдий, отец военного трибуна 403 года до н. э.